# Shanghai Kiss
Shanghai Kiss är en direkt-till-DVD romantisk dramakomedi från 2007. Det satta utgivningsdatumet är 9 oktober, 2007. Hayden Panettiere har mottagit "Feature Film Award" på Newport Beach Film Festival för rollen som Adelaide.

## Handling
Liam Liu (Ken Leung) är en kinesisk-amerikansk skådespelare som försöker göra karriär i Hollywood. Han hamnar något motvilligt i en relation med den endast 16-åriga high schoolstudenten Adelaide (Hayden Panettiere). Han tvingas plötsligt åka till Shanghai då han får reda på att hans farmor har dött, och i arv lämnat sitt hus (med strandutsikt över Shanghais hamn och The Bund) i arv åt honom. På grund av sin dåliga relation till sin far som han beskyller för att ha vållat hans mors död, har han tagit avstånd från sina kinesiska rötter och vill bara sälja bostaden och komma tillbaka till USA så fort som möjligt. Efter att ha träffat en kvinna i Shanghai förstår han bättre sina kinesiska rötter och finner sig plötsligt väldigt hemma i Shanghai, och beslutar sig för att stanna kvar. Efter att ha fått duktigt med stryk av pojkvännen som visar sig vara lokal gangsterboss och triadledare ser han dock sina förfäders ansträngningar att emigrera till USA och de förhoppningar dessa knutit till det nya landet, i ett nytt ljus och återvänder till USA. Dock inte förrän han efter, i ett sista försök att hindra gangsterledarens planer, skänkt bort sin familjs föräldrahem i Shanghai, till flickvännen i Shanghai.

## Rollista
- Ken Leung - Liam Liu
- Hayden Panettiere - Adelaide
- Kelly Hu - Micki
- Joel Moore - Joe
- Oliver Yan - Ling Ming
- James Hong - Mark Liu
- Spencer Redford - Jessica
- Summer Altice - Virginia
- Kathleen Lancaster - Georgia
- Byron Mann - Jai Li